# Reprezentacja Saint-Martin w piłce nożnej mężczyzn
Reprezentacja Saint-Martin w piłce nożnej jest narodową drużyną Saint-Martin - francuskiej posiadłości na Karaibach i jest kontrolowana przez Comité de Football des Îles du Nord założony w 1999 roku, który jest częścią Francuskiej Federacji Piłki Nożnej. Jako posiadłość francuska drużyna Saint-Martin nie może być członkiem Międzynarodowej Federacji Piłki Nożnej (FIFA), ale jest członkiem Konfederacji Piłkarskiej Ameryki Północnej, Środkowej i Karaibów (CONCACAF). Nigdy nie zakwalifikowała się do turnieju finałowego Złotego Pucharu CONCACAF. Trenerem ekipy jest Stéphane Auvray.

## Udział wMistrzostwach Świata
- 1930 – 2022 – Nie brał udziału (nie był członkiem Międzynarodowej Federacji Piłki Nożnej)

## Udział wZłotym Pucharze CONCACAF
- 1991 – 2000 – Nie brał udziału (nie był członkiem Konfederacji Piłkarskiej Ameryki Północnej, Środkowej i Karaibów)
- 2002 – 2013 – Nie zakwalifikował się
- 2015 – Nie brał udziału
- 2017-2021 – Nie zakwalifikował się

## Udział wPucharze Karaibów
- 1989 – 1998 – Nie brał udziału
- 1999 – Wycofał się w trakcie kwalifikacji
- 2001 – 2012 – Nie zakwalifikował się
- 2014 – Nie brał udziału
- 2017 – Nie zakwalifikował się